# Pseudoderopeltis juncea
Pseudoderopeltis juncea es una especie de cucaracha del género Pseudoderopeltis, familia Blattidae.

## Distribución
Esta especie se encuentra en Sudáfrica.